# MLS All-Star Game

Logo der Major League Soccer

Seit der ersten Saison der US-amerikanischen Fußballliga Major League Soccer im Jahr 1996 findet auch jährlich ein All-Star-Game statt, das zwischen Juli und August des Jahres seine Ausrichtung findet. Der Modus ist aber bislang noch nicht so gefestigt wie in den etablierten US-Profiligen anderer Sportarten. An diesen orientierte man sich in den Anfangsjahren und bestritt das gewöhnliche Duell der beiden Conferences (Westen gegen Osten). 1998 wich man davon ab und unterteilte die Mannschaften in US-Amerikaner und Ausländer, 2002 spielten die verbliebenen All-Stars gegen die US-amerikanische Nationalmannschaft.
2003 begann man den Versuch die Popularität der Liga sowohl im In- als auch im Ausland zu steigern, indem man die besten Spieler der MLS gegen renommierte ausländische Mannschaften antreten ließ. Nach dem Spiel 2003 gegen Deportivo Guadalajara aus Mexiko, musste 2004 das geplante Spiel gegen Real Madrid abgesagt werden, da die Spanier wider Erwarten in die Qualifikation zur UEFA Champions League mussten, weswegen man kurzerhand zum traditionellen West gegen Ost zurückkehrte. Stattdessen trat 2005 aber eine MLS-Auswahl in Spanien gegen Real Madrid um die Trofeo Santiago Bernabéu an. Dieses Spiel, das offiziell nicht als All-Star Game zählt, gewann Madrid deutlich mit 5:0. Danach gab es, mit Ausnahme von Celtic Glasgow 2007, Duelle mit den englischen Mannschaften FC Chelsea, West Ham United, FC Everton und Manchester United.
Der Gegner im All-Star Game 2013 war erstmals mit dem AS Rom eine italienische Mannschaft, 2014 ist mit dem FC Bayern München zum ersten Mal eine deutsche Mannschaft angetreten. Zum 20. MLS All-Star-Game am 29. Juli 2015 traten die MLS All-Stars im Dick’s Sporting Goods Park, dem Stadion der Colorado Rapids, gegen den englischen Erstligisten Tottenham Hotspur an. Beim 22. MLS-All-Star Game, das am 2. August 2017 gegen Real Madrid ausgetragen wurde, stand auch Bastian Schweinsteiger in der Startelf.
Die Auswahl der Spieler für das Team wird über eine Abstimmung unter Fans, Spielern und Medienvertretern bestimmt. Auch der beauftragte Trainer des All-Star-Teams nominiert Spieler. Das im Sommer gewählte All-Star-Team ist deshalb nicht identisch mit der am Ende der Saison ausgezeichneten MLS Best XI. 

## Liste der Spiele

### 1996
| MLS All-Stars East                                            | MLS All-Stars East | MLS All-Stars West | MLS All-Stars West |
| ------------------------------------------------------------- | --- | --- | ------------------ |
| MLS All-Stars East                                            | \| 14. Juli 1996 in East Rutherford, New Jersey (Giants Stadium) \| \| Ergebnis: 3:2 (1:2) \| \| Zuschauer: 78.416 (ausverkauft) \| \| Schiedsrichter: Kevin Stott \| | \| 14. Juli 1996 in East Rutherford, New Jersey (Giants Stadium) \| \| Ergebnis: 3:2 (1:2) \| \| Zuschauer: 78.416 (ausverkauft) \| \| Schiedsrichter: Kevin Stott \| | MLS All-Stars West |
| MLS All-Stars East                                            | Tony Meola (46. Mark Dougherty) – Martin Vasquez (67. Steve Rammel), Jeff Agoos, Cle Kooiman (46. Steve Pittman), Alexi Lalas – Roberto Donadoni (35. Marco Etcheverry), Carlos Valderrama, Tab Ramos (60. Doctor Khumalo) – Roy Lassiter (42. Giovanni Savarese), Wélton, Brian McBride | Jorge Campos (46. Mark Dodd) – John Doyle, Robin Fraser, Dan Calichman (46. Mark Santel), Preki, Mauricio Cienfuegos (46. Paul Bravo), Cobi Jones (46. Mo Johnston), Leonel Álvarez, Jason Kreis, Eric Wynalda (46, Diego Soñora), Eduardo Hurtado (46. Digital Takawira) | MLS All-Stars West |
| MLS All-Stars East                                            | 1:0 Tab Ramos (13.) 2:2 Giovanni Savarese (69.) 3:2 Steve Pittman (88.) | 1:1 Preki (33.) 1:2 Jason Kreis (37.) | MLS All-Stars West |
| MLS All-Stars East                                            | Spieler des Spiels: Carlos Valderrama (MLS All-Stars East / Tampa Bay Mutiny) | | MLS All-Stars West |
| 14. Juli 1996 in East Rutherford, New Jersey (Giants Stadium) | | |                    |
| Ergebnis: 3:2 (1:2)                                           | | |                    |
| Zuschauer: 78.416 (ausverkauft)                               | | |                    |
| Schiedsrichter: Kevin Stott                                   | | |                    |

### 1997
| MLS All-Stars East                                           | MLS All-Stars East | MLS All-Stars West | MLS All-Stars West |
| ------------------------------------------------------------ | --- | --- | ------------------ |
| MLS All-Stars East                                           | \| 9. Juli 1997 in East Rutherford, New Jersey (Giants Stadium) \| \| Ergebnis: 5:4 (0:2) \| \| Zuschauer: 24.816 \| \| Schiedsrichter: Arturo Angeles \| | \| 9. Juli 1997 in East Rutherford, New Jersey (Giants Stadium) \| \| Ergebnis: 5:4 (0:2) \| \| Zuschauer: 24.816 \| \| Schiedsrichter: Arturo Angeles \| | MLS All-Stars West |
| MLS All-Stars East                                           | Walter Zenga (46. Tony Meola) – Eddie Pope (46. Ted Chronopoulos), Alexi Lalas (46. Frank Yallop), Jeff Agoos – Robert Warzycha (79. Raúl Díaz Arce), John Harkes (46. Richie Williams), Roberto Donadoni (28. Steve Ralston), Carlos Valderrama, Marco Etcheverry (46. Giuseppe Galderisi) – Raúl Díaz Arce (46. Chiquinho Conde), Jaime Moreno (46. Brian McBride) | Mark Dodd (58. Digital Takawira) – Diego Soñora, Richard Gough (46. John Doyle), Marcelo Balboa (46. Mark Santel) – Chris Henderson, Damian Silvera (46. Cobi Jones), Mauricio Cienfuegos, Preki (46. Mark Chung), Alain Sutter (35. Jorge Campos) – Digital Takawira (46. Mo Johnston), Dante Washington (46. Ronald Cerritos) | MLS All-Stars West |
| MLS All-Stars East                                           | 1:2 Carlos Valderrama (50.) 2:2 Giuseppe Galderisi (63.) 3:2 Robert Warzycha (66.) 4:2 Richie Williams (70.) 5:4 Brian McBride (88.) | 0:1 Dante Washington (11.) 0:2 Jorge Campos (44.) 4:3 Digital Takawira (80.) 4:4 Cobi Jones (86.) | MLS All-Stars West |
| MLS All-Stars East                                           | Spieler des Spiels: Carlos Valderrama (MLS All-Stars East / Tampa Bay Mutiny) | | MLS All-Stars West |
| 9. Juli 1997 in East Rutherford, New Jersey (Giants Stadium) | | |                    |
| Ergebnis: 5:4 (0:2)                                          | | |                    |
| Zuschauer: 24.816                                            | | |                    |
| Schiedsrichter: Arturo Angeles                               | | |                    |

### 1998
| MLS All-Stars USA                                | MLS All-Stars USA | MLS All-Stars World | MLS All-Stars World |
| ------------------------------------------------ | --- | --- | ------------------- |
| MLS All-Stars USA                                | \| 2. August 1998 in Orlando, Florida (Citrus Bowl) \| \| Ergebnis: 6:1 (4:0) \| \| Zuschauer: 34.416 \| \| Schiedsrichter: Esse Baharmast \| | \| 2. August 1998 in Orlando, Florida (Citrus Bowl) \| \| Ergebnis: 6:1 (4:0) \| \| Zuschauer: 34.416 \| \| Schiedsrichter: Esse Baharmast \| | MLS All-Stars World |
| MLS All-Stars USA                                | Tony Meola (46. Zach Thornton) – Marcelo Balboa (46. Jeff Agoos), Alexi Lalas (46. Robin Fraser), Eddie Pope – Cobi Jones (46. Ross Paule), Thomas Dooley (46. Chris Armas), Tab Ramos (46. Ben Olsen), John Harkes (69. Cobi Jones), Frankie Hejduk (46. Mike Burns) – Brian McBride (46. Paul Bravo), Preki (46. Roy Lassiter) | Jorge Campos (46. Thomas Ravelli) – Geoff Aunger (46. Martín Machón), Jan Eriksson (46. Richard Gough), Luboš Kubík (46. Uche Okafor), Diego Soñora (46. Mo Johnston) – Adrián Paz (46. Leonel Álvarez), Mauricio Cienfuegos (46. Wélton), Carlos Valderrama (75. Geoff Aunger), Marco Etcheverry (46. Maurício Ramos) – Raúl Díaz Arce (46. Stern John), Jaime Moreno (69. Jorge Campos) | MLS All-Stars World |
| MLS All-Stars USA                                | 1:0 Tab Ramos (5.) 2:0 Alexi Lalas (15.) 3:0 Brian McBride (16.) 4:0 Preki (40.) 5:0 Roy Lassiter (78.) 6:0 Cobi Jones (83.) | 6:1 Maurício Ramos (89.) | MLS All-Stars World |
| MLS All-Stars USA                                | Spieler des Spiels: Brian McBride (MLS All-Stars USA / Columbus Crew) | | MLS All-Stars World |
| 2. August 1998 in Orlando, Florida (Citrus Bowl) | | |                     |
| Ergebnis: 6:1 (4:0)                              | | |                     |
| Zuschauer: 34.416                                | | |                     |
| Schiedsrichter: Esse Baharmast                   | | |                     |

### 1999
| MLS All-Stars West                                         | MLS All-Stars West | MLS All-Stars East | MLS All-Stars East |
| ---------------------------------------------------------- | --- | --- | ------------------ |
| MLS All-Stars West                                         | \| 17. Juli 1999 in San Diego, Kalifornien (Qualcomm Stadium) \| \| Ergebnis: 6:4 (4:1) \| \| Zuschauer: 23.227 \| \| Schiedsrichter: Sandra Hunt \| | \| 17. Juli 1999 in San Diego, Kalifornien (Qualcomm Stadium) \| \| Ergebnis: 6:4 (4:1) \| \| Zuschauer: 23.227 \| \| Schiedsrichter: Sandra Hunt \| | MLS All-Stars East |
| MLS All-Stars West                                         | Zach Thornton (46. Matt Jordan) – Marcelo Balboa (66. Alexi Lalas, 79. Luboš Kubík), Luboš Kubík (46. Mauricio Wright) – Alexi Lalas (46. Robin Fraser), Cobi Jones (61. Roman Kosecki), Eddie Lewis (46. Jason Kreis), Piotr Nowak (46. Paul Bravo), Preki (46. Mauricio Cienfuegos), Chris Armas (46. Ross Paule) – Raúl Díaz Arce (46. Carlos Hermosillo), Roman Kosecki (46. Ronald Cerritos) | Tom Presthus (46. Walter Zenga) – Eddie Pope (46. Robert Warzycha), Jeff Agoos (46. Leo Cullen), Thomas Dooley (46. Carlos Llamosa) – Richie Williams (46. Stern John), John Harkes (46. Brian Maisonneuve), Carlos Valderrama, Marco Etcheverry, Ben Olsen (46. Mark Chung, verletzungsbedingt in der 54. Min. durch Brian McBride ersetzt) – Brian McBride (46. Joe-Max Moore), Roy Lassiter (46. Jaime Moreno) | MLS All-Stars East |
| MLS All-Stars West                                         | 1:1 Preki (13.) 2:1 Roman Kosecki (32.) 3:1 Cobi Jones (36.) 4:1 Preki (38.) 5:4 Mauricio Wright (84.) 6:4 Ronald Cerritos (89.) | 0:1 Roy Lassiter (1.) 4:2 Joe-Max Moore (62., EM) 4:3 Carlos Valderrama (73.) 4:4 Stern John (83.) | MLS All-Stars East |
| MLS All-Stars West                                         | Spieler des Spiels: Preki (MLS All-Stars West / Kansas City Wizards) | | MLS All-Stars East |
| 17. Juli 1999 in San Diego, Kalifornien (Qualcomm Stadium) | | |                    |
| Ergebnis: 6:4 (4:1)                                        | | |                    |
| Zuschauer: 23.227                                          | | |                    |
| Schiedsrichter: Sandra Hunt                                | | |                    |

### 2000
| MLS All-Stars East                                      | MLS All-Stars East | MLS All-Stars West | MLS All-Stars West |
| ------------------------------------------------------- | --- | --- | ------------------ |
| MLS All-Stars East                                      | \| 29. Juli 2000 in Columbus, Ohio (Columbus Crew Stadium) \| \| Ergebnis: 9:4 (3:4) \| \| Zuschauer: 23.495 (ausverkauft) \| \| Schiedsrichter: Paul Tamberino \| | \| 29. Juli 2000 in Columbus, Ohio (Columbus Crew Stadium) \| \| Ergebnis: 9:4 (3:4) \| \| Zuschauer: 23.495 (ausverkauft) \| \| Schiedsrichter: Paul Tamberino \| | MLS All-Stars West |
| MLS All-Stars East                                      | Mike Ammann (46. Scott Garlick) – Eddie Pope (32. Mike Clark), Lothar Matthäus (46. Jay Heaps), Jeff Agoos (34. Mike Petke) – John Harkes, Jaime Moreno (46. Brian McBride), Steve Ralston (34. Pablo Mastroeni), Carlos Valderrama, Mark Chung (88. Mike Ammann) – Clint Mathis (46. Mamadou Diallo), Adolfo Valencia (46. Dante Washington) | Tony Meola (46. Zach Thornton) – Robin Fraser (46. Peter Vermes), Greg Vanney, Marcelo Balboa – Chodadad Azizi (46. Chris Henderson), Preki (67. Chodadad Azizi in der 80. Minute für Tony Meola ausgewechselt), Mauricio Cienfuegos (46. Luis Hernández), Piotr Nowak (46. Dario Brose), Chris Armas (32. Matt McKeon) – Ante Razov (46. Jason Kreis), Cobi Jones (46. Ariel Graziani) | MLS All-Stars West |
| MLS All-Stars East                                      | 1:0 Clint Mathis (2.) 2:3 Jaime Moreno (36.) 3:3 Adolfo Valencia (39.) 4:4 Mark Chung (51.) | 1:1 Ante Razov (17.) 1:2 Mauricio Cienfuegos (19.) 1:3 Ante Razov (22.) 3:4 Piotr Nowak (44.) 5:4 Mamadou Diallo (59.) 6:4 Mamadou Diallo (61.) 7:4 Jay Heaps (64.) 8:4 Dante Washington (67.) 9:4 Brian McBride (76.) | MLS All-Stars West |
| MLS All-Stars East                                      | Spieler des Spiels: Mamadou Diallo (MLS All-Stars East / Tampa Bay Mutiny) | | MLS All-Stars West |
| 29. Juli 2000 in Columbus, Ohio (Columbus Crew Stadium) | | |                    |
| Ergebnis: 9:4 (3:4)                                     | | |                    |
| Zuschauer: 23.495 (ausverkauft)                         | | |                    |
| Schiedsrichter: Paul Tamberino                          | | |                    |

### 2001
| MLS All-Stars West                                       | MLS All-Stars West | MLS All-Stars East | MLS All-Stars East |
| -------------------------------------------------------- | --- | --- | ------------------ |
| MLS All-Stars West                                       | \| 28. Juli 2001 in San José, Kalifornien (Spartan Stadium) \| \| Ergebnis: 6:6 (4:3) \| \| Zuschauer: 23.512 \| \| Schiedsrichter: Noel Kenney \| | \| 28. Juli 2001 in San José, Kalifornien (Spartan Stadium) \| \| Ergebnis: 6:6 (4:3) \| \| Zuschauer: 23.512 \| \| Schiedsrichter: Noel Kenney \| | MLS All-Stars East |
| MLS All-Stars West                                       | Joe Cannon (46. Zach Thornton) – Jeff Agoos (46. Diego Gutiérrez), Marcelo Balboa (46. C. J. Brown), Troy Dayak – DaMarcus Beasley (46. Jesse Marsch), Mauricio Cienfuegos (46. Dmytro Kowalenko), Manny Lagos (69. Landon Donovan), Chad Deering (46. Matt McKeon) – Landon Donovan (46. John Spencer), Ronald Cerritos (46. Luis Hernández), Ariel Graziani (46. Cobi Jones) | Nick Rimando (46. Tim Howard) – Carlos Llamosa (46. Mike Clark), Mike Petke (46. Steve Jolley) – Pablo Mastroeni, Marco Etcheverry (56. Catê), John Wilmar Pérez (46. Jim Rooney), Preki (74. Marco Etcheverry), Ian Bishop, Santino Quaranta, Brian McBride (46. Diego Serna), Alex Pineda Chacón | MLS All-Stars East |
| MLS All-Stars West                                       | 1:0 Landon Donovan (3.) 2:0 Landon Donovan (7.) 3:0 Landon Donovan (19.) 4:0 Ariel Graziani (26.) 5:4 Dmytro Kowalenko (69.) 6:6 Landon Donovan (90+2.) | 4:1 Alex Pineda Chacón (28.) 4:2 Brian McBride (34.) 4:3 Brian McBride (39.) 4:4 Mamadou Diallo (53.) 5:5 Jim Rooney (84.) 5:6 Catê (87.) | MLS All-Stars East |
| MLS All-Stars West                                       | Spieler des Spiels: Landon Donovan (MLS All-Stars West / San José Earthquakes) | | MLS All-Stars East |
| 28. Juli 2001 in San José, Kalifornien (Spartan Stadium) | | |                    |
| Ergebnis: 6:6 (4:3)                                      | | |                    |
| Zuschauer: 23.512                                        | | |                    |
| Schiedsrichter: Noel Kenney                              | | |                    |

### 2002
| MLS All-Stars                                  | MLS All-Stars | USA | USA |
| ---------------------------------------------- | --- | --- | --- |
| MLS All-Stars                                  | \| 3. August 2002 in Washington, DC (RFK Stadium) \| \| Ergebnis: 3:2 (0:0) \| \| Zuschauer: 31.096 \| \| Schiedsrichter: Brian Hall \| | \| 3. August 2002 in Washington, DC (RFK Stadium) \| \| Ergebnis: 3:2 (0:0) \| \| Zuschauer: 31.096 \| \| Schiedsrichter: Brian Hall \| | USA |
| MLS All-Stars                                  | Tim Howard (46. Joe Cannon) – Ryan Suarez (18. Wade Barrett), Mike Petke (46. Ariel Graziani), Carlos Bocanegra (78. Richard Mulrooney) – Steve Ralston (46. Chris Klein), Richard Mulrooney (70. Dmytro Kowalenko), Carlos Valderrama (70. Mike Petke), Dmytro Kowalenko (46. Joselito Vaca), Mark Chung (70. Steve Ralston) – Taylor Twellman (46. Marco Etcheverry), Carlos Ruiz (46. Jason Kreis) | Tony Meola (46. Juergen Sommer) – Eddie Pope (46. Alexi Lalas), Carlos Llamosa (46. Chris Henderson), Jeff Agoos (46. Chad Deering) – Cobi Jones, Brian Maisonneuve, Pablo Mastroeni, Preki (46. Mike Burns), DaMarcus Beasley – Landon Donovan, Brian McBride | USA |
| MLS All-Stars                                  | 1:1 Jason Kreis (59.) 2:1 Marco Etcheverry (72.) 3:2 Steve Ralston (81.) | 0:1 Landon Donovan (57.) 2:2 Cobi Jones (76.) | USA |
| MLS All-Stars                                  | Spieler des Spiels: Marco Etcheverry (MLS All-Stars / D.C. United) | | USA |
| 3. August 2002 in Washington, DC (RFK Stadium) | | |     |
| Ergebnis: 3:2 (0:0)                            | | |     |
| Zuschauer: 31.096                              | | |     |
| Schiedsrichter: Brian Hall                     | | |     |

### 2003
| MLS All-Stars                                             | MLS All-Stars | Deportivo Guadalajara | Deportivo Guadalajara |
| --------------------------------------------------------- | --- | --- | --------------------- |
| MLS All-Stars                                             | \| 2. August 2003 in Carson, Kalifornien (Home Depot Center) \| \| Ergebnis: 3:1 (0:0) \| \| Zuschauer: 27.000 (ausverkauft) \| \| Schiedsrichter: Kevin Terry \| | \| 2. August 2003 in Carson, Kalifornien (Home Depot Center) \| \| Ergebnis: 3:1 (0:0) \| \| Zuschauer: 27.000 (ausverkauft) \| \| Schiedsrichter: Kevin Terry \| | Deportivo Guadalajara |
| MLS All-Stars                                             | Kevin Hartman – Danny Califf, Eddie Pope (46. Hong Myung-bo), Carlos Bocanegra, Frankie Hejduk – Amado Guevara (46. Landon Donovan), Ryan Nelsen (46. Chris Armas), Preki (56. Mauricio Cienfuegos), DaMarcus Beasley, Clint Mathis (46. Ante Razov (89. Kyle Martino)) – Taylor Twellman (46. Carlos Ruiz) | Oswaldo Sánchez – Omar Rodríguez (51. Héctor Reynoso López), Joel Sánchez Ramos, Heriberto Morales (81. Maza) – Juan Pablo Alfaro, Johnny García López, Manuel Sol (75. Omar Bravo), Carlos Salcido, Rafael Medina – Jair García (67. Miguel Sabah), Ramón Ramírez (28. Luis Alonso Sandoval (75. Ramón Morales)) | Deportivo Guadalajara |
| MLS All-Stars                                             | 1:0 Ante Razov (57.) 2:1 Carlos Ruiz (66.) 3:1 DaMarcus Beasley (83.) | 1:1 Jair García (59.) | Deportivo Guadalajara |
| MLS All-Stars                                             | Spieler des Spiels: Carlos Ruiz (MLS All-Stars / Los Angeles Galaxy) | | Deportivo Guadalajara |
| 2. August 2003 in Carson, Kalifornien (Home Depot Center) | | |                       |
| Ergebnis: 3:1 (0:0)                                       | | |                       |
| Zuschauer: 27.000 (ausverkauft)                           | | |                       |
| Schiedsrichter: Kevin Terry                               | | |                       |

### 2004
| MLS All-Stars East                            | MLS All-Stars East | MLS All-Stars West | MLS All-Stars West |
| --------------------------------------------- | --- | --- | ------------------ |
| MLS All-Stars East                            | \| 31. Juli 2004 in Washington, DC (RFK Stadium) \| \| Ergebnis: 3:2 (2:1) \| \| Zuschauer: 21.378 \| \| Schiedsrichter: Michael Kennedy \| | \| 31. Juli 2004 in Washington, DC (RFK Stadium) \| \| Ergebnis: 3:2 (2:1) \| \| Zuschauer: 21.378 \| \| Schiedsrichter: Michael Kennedy \| | MLS All-Stars West |
| MLS All-Stars East                            | Henry Ring (46. Jon Busch) – Frankie Hejduk, Jim Curtin, Robin Fraser, Eddie Pope (46. Steve Ralston) – Chris Armas (46. Shalrie Joseph), Eddie Gaven (46. Pat Noonan), Amado Guevara (81. Eddie Gaven), Dmytro Kowalenko – Jaime Moreno (46. Freddy Adu), Damani Ralph (46. Alecko Eskandarian) | Pat Onstad (46. Kevin Hartman) – Chris Albright, Jeff Agoos (73. Cory Gibbs), Cory Gibbs (46. Kerry Zavagnin), Jimmy Conrad – Andreas Herzog (46. Chris Klein), Richard Mulrooney (46. Jason Kreis), Ronnie O’Brien (73. Richard Mulrooney) – Brian Ching (46. Jovan Kirovski), Landon Donovan, Carlos Ruiz (73. Brian Ching) | MLS All-Stars West |
| MLS All-Stars East                            | 1:0 Amado Guevara (20.) 2:0 Amado Guevara (22., EM) 3:1 Alecko Eskandarian (74.) | 2:1 Brian Ching (43.) 3:2 Jason Kreis (89.) | MLS All-Stars West |
| MLS All-Stars East                            | Spieler des Spiels: Amado Guevara (MLS All-Stars East / New York Red Bulls) | | MLS All-Stars West |
| 31. Juli 2004 in Washington, DC (RFK Stadium) | | |                    |
| Ergebnis: 3:2 (2:1)                           | | |                    |
| Zuschauer: 21.378                             | | |                    |
| Schiedsrichter: Michael Kennedy               | | |                    |

### 2005
| MLS All-Stars                                           | MLS All-Stars | FC Fulham | FC Fulham |
| ------------------------------------------------------- | --- | --- | --------- |
| MLS All-Stars                                           | \| 30. Juli 2005 in Columbus, Ohio (Columbus Crew Stadium) \| \| Ergebnis: 4:1 (1:1) \| \| Zuschauer: 23.309 (ausverkauft) \| \| Schiedsrichter: Ricardo Valenzuela \| | \| 30. Juli 2005 in Columbus, Ohio (Columbus Crew Stadium) \| \| Ergebnis: 4:1 (1:1) \| \| Zuschauer: 23.309 (ausverkauft) \| \| Schiedsrichter: Ricardo Valenzuela \|                                                                 | FC Fulham |
| MLS All-Stars                                           | Matt Reis (89. Scott Garlick) – Chris Albright (46. Iván Guerrero), Jimmy Conrad, Greg Vanney, Frankie Hejduk – Ronnie O’Brien (84. Michael Parkhurst), Shalrie Joseph, Simo Valakari, Clint Dempsey (68. Jeff Cunningham) – Taylor Twellman (75. Brad Davis), Landon Donovan (64. Christian Gómez) | Mark Crossley (31. Jaroslav Drobný) – Moritz Volz, Carlos Bocanegra (61. Alain Goma), Zat Knight, Niclas Jensen, Steed Malbranque (89. Ahmad Elrich), Claus Jensen, Zesh Rehman (75. Sylvain Legwinski), Luís Boa Morte, Brian McBride | FC Fulham |
| MLS All-Stars                                           | 1:0 Taylor Twellman (23.) 2:1 Ronnie O’Brien (56.) 3:1 Jeff Cunningham (85.) 4:1 Jeff Cunningham (89.) | 1:1 Claus Jensen (36.) | FC Fulham |
| MLS All-Stars                                           | Spieler des Spiels: Taylor Twellman (MLS All-Stars / New England Revolution) | | FC Fulham |
| 30. Juli 2005 in Columbus, Ohio (Columbus Crew Stadium) | | |           |
| Ergebnis: 4:1 (1:1)                                     | | |           |
| Zuschauer: 23.309 (ausverkauft)                         | | |           |
| Schiedsrichter: Ricardo Valenzuela                      | | |           |

### 2006
| MLS All-Stars                                        | MLS All-Stars | FC Chelsea | FC Chelsea |
| ---------------------------------------------------- | --- | --- | ---------- |
| MLS All-Stars                                        | \| 5. August 2006 in Bridgeview, Illinois (Toyota Park) \| \| Ergebnis: 1:0 (0:0) \| \| Zuschauer: 21.210 (ausverkauft) \| \| Schiedsrichter: Abiodun Okulaja \| | \| 5. August 2006 in Bridgeview, Illinois (Toyota Park) \| \| Ergebnis: 1:0 (0:0) \| \| Zuschauer: 21.210 (ausverkauft) \| \| Schiedsrichter: Abiodun Okulaja \| | FC Chelsea |
| MLS All-Stars                                        | Troy Perkins (46. Joe Cannon) – Bobby Boswell, Facundo Erpen, Jimmy Conrad (Eddie Robinson), Chris Albright (46. Ronnie O’Brien) – Dwayne De Rosario, Christian Gómez (46. Freddy Adu), Richard Mulrooney (46. Ricardo Clark), Joshua Gros – Brian Ching (46. Nate Jaqua), Jaime Moreno (46. Alecko Eskandarian) | Carlo Cudicini (64. Hilário) – Geremi, Paulo Ferreira (46. Ricardo Carvalho), John Terry, Wayne Bridge (46. Lassana Diarra) – Michael Essien, Michael Ballack (46. John Obi Mikel), Frank Lampard, Shaun Wright-Phillips (46. Joe Cole, 52. Jimmy Smith) – Didier Drogba (46. Salomon Kalou), Andrij Schewtschenko (46. Arjen Robben) | FC Chelsea |
| MLS All-Stars                                        | 1:0 Dwayne De Rosario (70.) | | FC Chelsea |
| MLS All-Stars                                        | Spieler des Spiels: Dwayne De Rosario (MLS All-Stars / Houston Dynamo) | | FC Chelsea |
| 5. August 2006 in Bridgeview, Illinois (Toyota Park) | | |            |
| Ergebnis: 1:0 (0:0)                                  | | |            |
| Zuschauer: 21.210 (ausverkauft)                      | | |            |
| Schiedsrichter: Abiodun Okulaja                      | | |            |

### 2007
| MLS All-Stars                                                         | MLS All-Stars | Celtic Glasgow | Celtic Glasgow |
| --------------------------------------------------------------------- | --- | --- | -------------- |
| MLS All-Stars                                                         | \| 19. Juli 2007 in Commerce City, Colorado (Dick’s Sporting Goods Park) \| \| Ergebnis: 2:0 (2:0) \| \| Zuschauer: 18.661 (ausverkauft) \| \| Schiedsrichter: Baldomero Toledo \| | \| 19. Juli 2007 in Commerce City, Colorado (Dick’s Sporting Goods Park) \| \| Ergebnis: 2:0 (2:0) \| \| Zuschauer: 18.661 (ausverkauft) \| \| Schiedsrichter: Baldomero Toledo \| | Celtic Glasgow |
| MLS All-Stars                                                         | Matt Reis (45.+2 Min. Kevin Hartman) – Jonathan Bornstein, Jimmy Conrad, Michael Parkhurst (83. Eddie Pope) – Ricardo Clark (60. Pablo Mastroeni), Dwayne De Rosario (65. Christian Gómez), Shalrie Joseph, Ronnie O’Brien (80. Cobi Jones), Juan Carlos Toja – Juan Pablo Ángel (65. Brian Ching), Eddie Johnson (65. Landon Donovan) | Artur Boruc – Stephen McManus, Lee Naylor, Steven Pressley (73. Dianbobo Baldé), Mark Wilson – Scott Brown, Massimo Donati (68. Thomas Gravesen), Paul Hartley, Jiří Jarošík (53. Aiden McGeady) – Scott McDonald (66. Maciej Żurawski), Jan Vennegoor of Hesselink (53. Kenny Miller) | Celtic Glasgow |
| MLS All-Stars                                                         | 1:0 Juan Pablo Ángel (36.) 2:0 Juan Carlos Toja (44.) | | Celtic Glasgow |
| MLS All-Stars                                                         | Spieler des Spiels: Juan Pablo Ángel (MLS All-Stars / New York Red Bulls) | | Celtic Glasgow |
| 19. Juli 2007 in Commerce City, Colorado (Dick’s Sporting Goods Park) | | |                |
| Ergebnis: 2:0 (2:0)                                                   | | |                |
| Zuschauer: 18.661 (ausverkauft)                                       | | |                |
| Schiedsrichter: Baldomero Toledo                                      | | |                |

### 2008
| MLS All-Stars                                         | MLS All-Stars | West Ham United | West Ham United |
| ----------------------------------------------------- | --- | --- | --------------- |
| MLS All-Stars                                         | \| 24. Juli 2008 in Toronto, Ontario, Kanada (BMO Field) \| \| Ergebnis: 3:2 (2:1) \| \| Zuschauer: 20.844 (ausverkauft) \| \| Schiedsrichter: Mauricio Navarro \| | \| 24. Juli 2008 in Toronto, Ontario, Kanada (BMO Field) \| \| Ergebnis: 3:2 (2:1) \| \| Zuschauer: 20.844 (ausverkauft) \| \| Schiedsrichter: Mauricio Navarro \| | West Ham United |
| MLS All-Stars                                         | Matt Reis (70. Pat Onstad) – Jonathan Bornstein (88. Edson Buddle), Frankie Hejduk (88. Steve Ralston), Jimmy Conrad – Pablo Mastroeni, David Beckham, Christian Gómez (59. Jim Brennan), Shalrie Joseph, Juan Carlos Toja (59. Dwayne De Rosario) – Kenny Cooper (46. Juan Pablo Ángel), Cuauhtémoc Blanco (46. Landon Donovan) | Robert Green – Lucas Neill, Calum Davenport, Anton Ferdinand, Joe Widdowson – Julien Faubert (75. Junior Stanislas), Hayden Mullins (65. Jack Collison), Scott Parker, Matthew Etherington (46. Luís Boa Morte) – Dean Ashton (80. Kyel Reid), Carlton Cole (90.+1 Tony Stokes) | West Ham United |
| MLS All-Stars                                         | 1:1 Christian Gómez (27.) 2:1 Cuauhtémoc Blanco (43.) 3:2 Dwayne De Rosario (69., EM) | 0:1 Dean Ashton (26.) 2:2 Dean Ashton (67.) | West Ham United |
| MLS All-Stars                                         | Spieler des Spiels: Cuauhtémoc Blanco (MLS All-Stars / Chicago Fire) | | West Ham United |
| 24. Juli 2008 in Toronto, Ontario, Kanada (BMO Field) | | |                 |
| Ergebnis: 3:2 (2:1)                                   | | |                 |
| Zuschauer: 20.844 (ausverkauft)                       | | |                 |
| Schiedsrichter: Mauricio Navarro                      | | |                 |

### 2009
| MLS All-Stars                                    | MLS All-Stars | FC Everton | FC Everton |
| ------------------------------------------------ | --- | --- | ---------- |
| MLS All-Stars                                    | \| 29. Juli 2009 in Sandy, Utah (Rio Tinto Stadium) \| \| Ergebnis: 1:1 (1:1), 3:4 i. E. \| \| Zuschauer: 20.124 (ausverkauft) \| \| Schiedsrichter: Ricardo Salazar \| | \| 29. Juli 2009 in Sandy, Utah (Rio Tinto Stadium) \| \| Ergebnis: 1:1 (1:1), 3:4 i. E. \| \| Zuschauer: 20.124 (ausverkauft) \| \| Schiedsrichter: Ricardo Salazar \|                                                         | FC Everton |
| MLS All-Stars                                    | Kasey Keller (46. Zach Thornton) – Geoff Cameron, Chad Marshall (46. Bakary Soumaré), Wilman Conde (64. Jhon Kennedy Hurtado) – Stuart Holden (64. Javier Morales), Kyle Beckerman (46. Will Johnson), Freddie Ljungberg, Brad Davis – Fredy Montero (46. Landon Donovan), Conor Casey, Cuauhtémoc Blanco (63. Davy Arnaud) | Tim Howard – Tony Hibbert, Joleon Lescott, Joseph Yobo, Leighton Baines – Tim Cahill (76. James Wallace), Marouane Fellaini (55. Jô), Phil Neville, Jack Rodwell, Leon Osman (76. James Vaughan) – Louis Saha (76. Jose Baxter) | FC Everton |
| MLS All-Stars                                    | 1:1 Brad Davis (26.) | 0:1 Louis Saha (12.) | FC Everton |
| MLS All-Stars                                    | Elfmeterschießen | | FC Everton |
| MLS All-Stars                                    | 1:0 Landon Donovan Brad Davis Davy Arnaud 2:2 Will Johnson 3:3 Conor Casey Freddie Ljungberg | James Vaughan Jô 1:1 Leighton Baines 1:2 Phil Neville 2:3 Joleon Lescott 3:4 Jack Rodwell | FC Everton |
| MLS All-Stars                                    | Spieler des Spiels: Tim Howard (FC Everton) | | FC Everton |
| 29. Juli 2009 in Sandy, Utah (Rio Tinto Stadium) | | |            |
| Ergebnis: 1:1 (1:1), 3:4 i. E.                   | | |            |
| Zuschauer: 20.124 (ausverkauft)                  | | |            |
| Schiedsrichter: Ricardo Salazar                  | | |            |

### 2010
| MLS All-Stars                                     | MLS All-Stars | Manchester United | Manchester United |
| ------------------------------------------------- | --- | --- | ----------------- |
| MLS All-Stars                                     | \| 28. Juli 2010 in Houston, Texas (Reliant Stadium) \| \| Ergebnis: 2:5 (0:2) \| \| Zuschauer: 70.728 (ausverkauft) \| \| Schiedsrichter: Jorge González \| | \| 28. Juli 2010 in Houston, Texas (Reliant Stadium) \| \| Ergebnis: 2:5 (0:2) \| \| Zuschauer: 70.728 (ausverkauft) \| \| Schiedsrichter: Jorge González \|                                                                                   | Manchester United |
| MLS All-Stars                                     | Donovan Ricketts (46. Nick Rimando) – Kevin Alston (74. Dwayne De Rosario), Jámison Olave (46. Omar González), Chad Marshall (63. Wilman Conde), Heath Pearce (74. Landon Donovan) – Sébastien Le Toux (46. Bobby Convey), Javier Morales (63. Jaime Moreno), Shalrie Joseph (74. Brad Davis), Guillermo Barros Schelotto (46. David Ferreira), Marco Pappa (46. Jeff Larentowicz) – Juan Pablo Ángel (46. Brian Ching) | Edwin van der Sar – Rafael, Wes Brown, Jonny Evans, Fábio (72. Paul Scholes) – Nani (63. Chicharito), Darren Fletcher, John O’Shea, Gabriel Obertan (23. Tom Cleverley) – Ryan Giggs (51. Darron Gibson), Federico Macheda (63. Danny Welbeck) | Manchester United |
| MLS All-Stars                                     | 1:2 Brian Ching (64.) 2:5 Dwayne De Rosario (90.) | 0:1 Federico Macheda (1.) 0:2 Federico Macheda (12.) 1:3 Darron Gibson (70.) 1:4 Tom Cleverley (73.) 1:5 Chicharito (84.) | Manchester United |
| MLS All-Stars                                     | Spieler des Spiels: Federico Macheda (Manchester United) | | Manchester United |
| 28. Juli 2010 in Houston, Texas (Reliant Stadium) | | |                   |
| Ergebnis: 2:5 (0:2)                               | | |                   |
| Zuschauer: 70.728 (ausverkauft)                   | | |                   |
| Schiedsrichter: Jorge González                    | | |                   |

### 2011
| MLS All-Stars                                          | MLS All-Stars | Manchester United | Manchester United |
| ------------------------------------------------------ | --- | --- | ----------------- |
| MLS All-Stars                                          | \| 27. Juli 2011 in Harrison, New Jersey (Red Bull Arena) \| \| Ergebnis: 0:4 (0:2) \| \| Zuschauer: 26.760 (ausverkauft) \| \| Schiedsrichter: Jair Marrufo \| | \| 27. Juli 2011 in Harrison, New Jersey (Red Bull Arena) \| \| Ergebnis: 0:4 (0:2) \| \| Zuschauer: 26.760 (ausverkauft) \| \| Schiedsrichter: Jair Marrufo \| | Manchester United |
| MLS All-Stars                                          | Faryd Mondragón (46. Tally Hall, (53. Kasey Keller)) – Sean Franklin (46. Heath Pearce), Tim Ream (76. Matt Besler), Jámison Olave (38. Geoff Cameron), Bobby Convey (62. Corey Ashe) – David Beckham, Shalrie Joseph (46. Kyle Beckerman), Brad Davis (62. Jack Jewsbury) – Omar Bravo (81. Juan Agudelo), Omar Cummings (46. Nick LaBrocca), Thierry Henry (46. Chris Wondolowski) | Anders Lindegaard (46. Ben Amos) – Patrice Evra, Rio Ferdinand (61. Chris Smalling), Phil Jones, Nemanja Vidić (74. Fábio), Michael Carrick (61. Tom Cleverley), Anderson (73. Mame Diouf), Park Ji-sung (61. Nani), Ashley Young (61. Danny Welbeck), Wayne Rooney (61. Federico Macheda), Dimitar Berbatow (61. Michael Owen) | Manchester United |
| MLS All-Stars                                          | 0:1 Anderson (20.) 0:2 Park Ji-sung (45.) 0:3 Dimitar Berbatow (52.) 0:4 Danny Welbeck (68.) | | Manchester United |
| MLS All-Stars                                          | Spieler des Spiels: Park Ji-sung (Manchester United) | | Manchester United |
| 27. Juli 2011 in Harrison, New Jersey (Red Bull Arena) | | |                   |
| Ergebnis: 0:4 (0:2)                                    | | |                   |
| Zuschauer: 26.760 (ausverkauft)                        | | |                   |
| Schiedsrichter: Jair Marrufo                           | | |                   |

### 2012
| MLS All-Stars                                     | MLS All-Stars | FC Chelsea | FC Chelsea |
| ------------------------------------------------- | --- | --- | ---------- |
| MLS All-Stars                                     | \| 25. Juli 2012 in Chester, Pennsylvania (PPL Park) \| \| Ergebnis: 3:2 (1:1) \| \| Zuschauer: 19.236 (ausverkauft) \| \| Schiedsrichter: Baldomero Toledo \| | \| 25. Juli 2012 in Chester, Pennsylvania (PPL Park) \| \| Ergebnis: 3:2 (1:1) \| \| Zuschauer: 19.236 (ausverkauft) \| \| Schiedsrichter: Baldomero Toledo \| | FC Chelsea |
| MLS All-Stars                                     | Jimmy Nielsen (46. Dan Kennedy) – Aurélien Collin (36. Carlos Valdés), Jay DeMerit, Justin Morrow (57. Ramiro Corrales), Steven Beitashour – David Beckham (74. Michael Farfan), Osvaldo Alonso (56. Kyle Beckerman), Dwayne De Rosario, Landon Donovan (46. Chris Pontius) – Thierry Henry (57. Graham Zusi), Chris Wondolowski (60. Eddie Johnson) | Hilário (46. Ross Turnbull) – John Terry (46. David Luiz), Gary Cahill (76. Nathaniel Chalobah), Branislav Ivanović, Ashley Cole (46. David Luiz) – Frank Lampard (61. Eden Hazard), Yossi Benayoun (46. Florent Malouda), Marko Marin (61. Lucas Piazón), Michael Essien (61. John Obi Mikel), Ramires (61. Raúl Meireles) – Romelu Lukaku (75. Kevin De Bruyne) | FC Chelsea |
| MLS All-Stars                                     | 1:0 Chris Wondolowski (21.) 2:2 Chris Pontius (73.) 3:2 Eddie Johnson (90+1.) | 1:1 John Terry (32.) 1:2 Frank Lampard (58.) | FC Chelsea |
| MLS All-Stars                                     | Spieler des Spiels: Chris Pontius (MLS All-Stars / D.C. United) | | FC Chelsea |
| 25. Juli 2012 in Chester, Pennsylvania (PPL Park) | | |            |
| Ergebnis: 3:2 (1:1)                               | | |            |
| Zuschauer: 19.236 (ausverkauft)                   | | |            |
| Schiedsrichter: Baldomero Toledo                  | | |            |

### 2013
| MLS All-Stars                                        | MLS All-Stars | AS Rom | AS Rom |
| ---------------------------------------------------- | --- | --- | ------ |
| MLS All-Stars                                        | \| 31. Juli 2013 in Kansas City, Kansas (Sporting Park) \| \| Ergebnis: 1:3 (0:1) \| \| Zuschauer: 21.175 (ausverkauft) \| \| Schiedsrichter: Hilario Grajeda \| | \| 31. Juli 2013 in Kansas City, Kansas (Sporting Park) \| \| Ergebnis: 1:3 (0:1) \| \| Zuschauer: 21.175 (ausverkauft) \| \| Schiedsrichter: Hilario Grajeda \| | AS Rom |
| MLS All-Stars                                        | Raúl Fernández Valverde (45. Nick Rimando) – Tony Beltran, Matt Besler (45. Mike Magee), Aurélien Collin, Corey Ashe (66. DeAndre Yedlin) – Will Johnson (45. Landon Donovan), Kyle Beckerman (45. Omar González), Brad Davis (45. Chris Wondolowski), Graham Zusi (24. Camilio) – Marco Di Vaio, Thierry Henry (57. Jack McInerney) | Morgan De Sanctis (63. Bogdan Lobonț) – Vasilis Torosidis, Medhi Benatia, Leandro Castán, Federico Balzaretti – Miralem Pjanić (63. Daniele De Rossi), Michael Bradley, Alessandro Florenzi (63. Marquinho), Kevin Strootman, Francesco Totti (87. Federico Ricci) – Junior Tallo (80. Gianluca Caprari) | AS Rom |
| MLS All-Stars                                        | 1:3 Omar González (90.+1') | 0:1 Aurélien Collin (4., Eigentor) 0:2 Alessandro Florenzi (47.) 0:3 Junior Tallo (69.) | AS Rom |
| MLS All-Stars                                        | Spieler des Spiels: Alessandro Florenzi (AS Rom) | | AS Rom |
| 31. Juli 2013 in Kansas City, Kansas (Sporting Park) | | |        |
| Ergebnis: 1:3 (0:1)                                  | | |        |
| Zuschauer: 21.175 (ausverkauft)                      | | |        |
| Schiedsrichter: Hilario Grajeda                      | | |        |

### 2014
| MLS All-Stars                                        | MLS All-Stars | FC Bayern München | FC Bayern München |
| ---------------------------------------------------- | --- | --- | ----------------- |
| MLS All-Stars                                        | \| 6. August 2014 in Portland, Oregon (Providence Park) \| \| Ergebnis: 2:1 (0:1) \| \| Zuschauer: 20.438 (ausverkauft) \| \| Schiedsrichter: Jair Marrufo \| | \| 6. August 2014 in Portland, Oregon (Providence Park) \| \| Ergebnis: 2:1 (0:1) \| \| Zuschauer: 20.438 (ausverkauft) \| \| Schiedsrichter: Jair Marrufo \| | FC Bayern München |
| MLS All-Stars                                        | Nick Rimando (45. Bill Hamid) – DeAndre Yedlin (45. Sean Franklin), Aurélien Collin (45. Erick Torres Padilla), Matt Besler (45. Liam Ridgewell), Michael Parkhurst (45. Bibby Boswell) – Graham Zusi (45. Osvaldo Alonso), Tim Cahill (45. Diego Valeri), Michael Bradley (45. Maurice Edu), Thierry Henry (48. Landon Donovan, 71. Dom Dwyer), Clint Dempsey (45. Will Johnson) – Obafemi Martins (45. Bradley Wright-Phillips) Cheftrainer: Caleb Porter | Tom Starke (62. Manuel Neuer) – Rafinha, Javi Martínez, David Alaba (86. Arjen Robben) – Pierre Emile Højbjerg (71. Jérôme Boateng), Gianluca Gaudino (62. Dante), Sebastian Rode (80. Philipp Lahm), Juan Bernat (80. Diego Contento) – Claudio Pizarro (37. Julian Green, 80. Bastian Schweinsteiger), Xherdan Shaqiri (80. Mario Götze), Robert Lewandowski (80. Thomas Müller) Cheftrainer: Pep Guardiola ( Spanien) | FC Bayern München |
| MLS All-Stars                                        | 1:1 Bradley Wright-Phillips (51.) 2:1 Landon Donovan (70.) | 0:1 Robert Lewandowski (8.) | FC Bayern München |
| MLS All-Stars                                        | Osvaldo Alonso (64.), Will Johnson (89.) | Jérôme Boateng (90.+2') | FC Bayern München |
| MLS All-Stars                                        | Spieler des Spiels: Landon Donovan (MLS All-Stars / Los Angeles Galaxy) | | FC Bayern München |
| 6. August 2014 in Portland, Oregon (Providence Park) | | |                   |
| Ergebnis: 2:1 (0:1)                                  | | |                   |
| Zuschauer: 20.438 (ausverkauft)                      | | |                   |
| Schiedsrichter: Jair Marrufo                         | | |                   |

### 2015
| MLS All-Stars                                                         | MLS All-Stars | Tottenham Hotspur | Tottenham Hotspur |
| --------------------------------------------------------------------- | --- | --- | ----------------- |
| MLS All-Stars                                                         | \| 29. Juli 2015 in Commerce City, Colorado (Dick’s Sporting Goods Park) \| \| Ergebnis: 2:1 (2:1) \| \| Zuschauer: 18.671 (ausverkauft) \| \| Schiedsrichter: Ismail Elfath \| | \| 29. Juli 2015 in Commerce City, Colorado (Dick’s Sporting Goods Park) \| \| Ergebnis: 2:1 (2:1) \| \| Zuschauer: 18.671 (ausverkauft) \| \| Schiedsrichter: Ismail Elfath \| | Tottenham Hotspur |
| MLS All-Stars                                                         | Nick Rimando (45. David Ousted) – DaMarcus Beasley (45. Waylon Francis), Matt Besler (45. Laurent Ciman), Omar González (45. Chad Marshall), Tony Beltran (45. Drew Moor) – Dax McCarty (45. Benny Feilhaber), Gyasi Zardes (45. Fabián Castillo, 89. Emre Ögretmen), Kaká (45. Juninho), Graham Zusi (45. Ethan Finlay) – Clint Dempsey (45. Kei Kamara), David Villa (45. Sam Cronin (77. Jozy Altidore)) Cheftrainer: Pablo Mastroeni | Michel Vorm (64. Luke McGee) – Ben Davies (63. Danny Rose), Jan Vertonghen (45. Kevin Wimmer), Toby Alderweireld (64. Josh Onomah), Kyle Walker (45. Tom Carroll) – Nabil Bentaleb (45. Kieran Trippier), Eric Dier (64. DeAndre Yedlin), Nacer Chadli (64. Federico Fazio), Christian Eriksen (45. Dele Alli), Mousa Dembélé (64. Harry Winks) – Harry Kane (77. Shaquile Coulthirst) Cheftrainer: Mauricio Pochettino ( Argentinien) | Tottenham Hotspur |
| MLS All-Stars                                                         | 1:0 Kaká (20., EM) 2:0 David Villa (23.) | 2:1 Harry Kane (37.) | Tottenham Hotspur |
| MLS All-Stars                                                         | Eric Dier (36.) | | Tottenham Hotspur |
| MLS All-Stars                                                         | Spieler des Spiels: Kaká (MLS All-Stars / Orlando City) | | Tottenham Hotspur |
| 29. Juli 2015 in Commerce City, Colorado (Dick’s Sporting Goods Park) | | |                   |
| Ergebnis: 2:1 (2:1)                                                   | | |                   |
| Zuschauer: 18.671 (ausverkauft)                                       | | |                   |
| Schiedsrichter: Ismail Elfath                                         | | |                   |

### 2016
| MLS All-Stars                                          | MLS All-Stars | FC Arsenal | FC Arsenal |
| ------------------------------------------------------ | --- | --- | ---------- |
| MLS All-Stars                                          | \| 28. Juli 2016 in San José, Kalifornien (Avaya Stadium) \| \| Ergebnis: 1:2 (1:1) \| \| Zuschauer: 18.000 (ausverkauft) \| \| Schiedsrichter: Chris Penso \| \| Spielbericht \| | \| 28. Juli 2016 in San José, Kalifornien (Avaya Stadium) \| \| Ergebnis: 1:2 (1:1) \| \| Zuschauer: 18.000 (ausverkauft) \| \| Schiedsrichter: Chris Penso \| \| Spielbericht \| | FC Arsenal |
| MLS All-Stars                                          | Blake, Ciman, Van Damme, Rosenberry, Acosta, Pirlo, Beckerman, Kaká, Dos Santos, Villa, Drogba Cheftrainer: Dominic Kinnear                                                       | Čech, Holding, Bielik, Gibbs, Debuchy, Elneny, Coquelin, Oxlade-Chamberlain, Wilshere, Campbell, Walcott (69. Akpom) Cheftrainer: Arsène Wenger                                   | FC Arsenal |
| MLS All-Stars                                          | 1:1 Drogba (45.+2') | 0:1 Campbell (11., EM) 1:2 Akpom (87.) | FC Arsenal |
| MLS All-Stars                                          | Spieler des Spiels: Chuba Akpom (FC Arsenal) | | FC Arsenal |
| 28. Juli 2016 in San José, Kalifornien (Avaya Stadium) | | |            |
| Ergebnis: 1:2 (1:1)                                    | | |            |
| Zuschauer: 18.000 (ausverkauft)                        | | |            |
| Schiedsrichter: Chris Penso                            | | |            |
| Spielbericht                                           | | |            |

### 2017
| MLS All-Stars                                       | MLS All-Stars | Real Madrid | Real Madrid |
| --------------------------------------------------- | --- | --- | ----------- |
| MLS All-Stars                                       | \| 2. August 2017 in Chicago, Illinois (Soldier Field) \| \| Ergebnis: 1:1 (0:0), 2:4 i. E. \| \| Zuschauer: 61.428 (ausverkauft) \| \| Schiedsrichter: Allen Chapman \| \| Spielbericht \| | \| 2. August 2017 in Chicago, Illinois (Soldier Field) \| \| Ergebnis: 1:1 (0:0), 2:4 i. E. \| \| Zuschauer: 61.428 (ausverkauft) \| \| Schiedsrichter: Allen Chapman \| \| Spielbericht \| | Real Madrid |
| MLS All-Stars                                       | T. Howard (45. S. Frei), G. Zuzi (45. H. Grana), G. Garza (7. D. Beasley / 45. K. Acosta), J. Van Damme (45. M. Parkhurst), J. Kappelhof (45. M. Hedges), B. Schweinsteiger (45. D. McCarty), Kaká (45. M. Almirón), Michael Bradley (45. D. Valeri), D. Villa (45. D. Dwyer), J. Altidore (31. Ignacio Piatti (62. G. Dos Santos)), S. Giovinco (45. N. Nikolic) Cheftrainer: V. Paunovic | K. Navas (45. R. Yáñez (72. L. Zidane)), A. Hakimi (45. D. Carvajal), Nacho (72. A. Tejero), S. Ramos (45. J. Vallejo), T. Hernández (61. M. Kovacic), Isco (61. Marcelo), M. Llorente (61. Casemiro), T. Kroos (45. D. Ceballos), B. Mayoral (61. K. Benzema), L. Vázquez (72. Óscar), M. Asensio (61. G. Bale) Cheftrainer: Z. Zidane | Real Madrid |
| MLS All-Stars                                       | 1:1 D. Dwyer (87.) | 0:1 B. Mayoral (59.) | Real Madrid |
| MLS All-Stars                                       | Elfmeterschießen | | Real Madrid |
| MLS All-Stars                                       | 1:1 M. Almirón 2:2 D. Valeri G. dos Santos Dwyer | 0:1 Marcelo 1:2 M. Kovacic 2:3 G. Bale 2:4 K. Benzema | Real Madrid |
| MLS All-Stars                                       | Spieler des Spiels: Borja Mayoral (Real Madrid) | | Real Madrid |
| 2. August 2017 in Chicago, Illinois (Soldier Field) | | |             |
| Ergebnis: 1:1 (0:0), 2:4 i. E.                      | | |             |
| Zuschauer: 61.428 (ausverkauft)                     | | |             |
| Schiedsrichter: Allen Chapman                       | | |             |
| Spielbericht                                        | | |             |

### 2018
| MLS All-Stars                                                                  | MLS All-Stars | Juventus Turin | Juventus Turin |
| ------------------------------------------------------------------------------ | --- | --- | -------------- |
| MLS All-Stars                                                                  | \| 2. August 2018 um 01:30 Uhr (MESZ) in Atlanta, Georgia (Mercedes-Benz Stadium)[6] \| \| Ergebnis: 1:1 (1:1), 3:5 i. E. \| | \| 2. August 2018 um 01:30 Uhr (MESZ) in Atlanta, Georgia (Mercedes-Benz Stadium)[6] \| \| Ergebnis: 1:1 (1:1), 3:5 i. E. \| | Juventus Turin |
| 2. August 2018 um 01:30 Uhr (MESZ) in Atlanta, Georgia (Mercedes-Benz Stadium) | | |                |
| Ergebnis: 1:1 (1:1), 3:5 i. E.                                                 | | |                |

### 2019
| MLS All-Stars                                                             | MLS All-Stars                                                                                             | Atlético Madrid                                                                                           | Atlético Madrid |
| ------------------------------------------------------------------------- | --- | --- | --------------- |
| MLS All-Stars                                                             | \| 1. August 2019 um 01:30 Uhr (MESZ) in Orlando, Florida (Exploria Stadium) \| \| Ergebnis: 0:3 (0:1) \| | \| 1. August 2019 um 01:30 Uhr (MESZ) in Orlando, Florida (Exploria Stadium) \| \| Ergebnis: 0:3 (0:1) \| | Atlético Madrid |
| MLS All-Stars                                                             | 0:1 M. Llorente (43.) 0:2 João Félix (85.) 0:3 Diego Costa (90.+3')                                       | | Atlético Madrid |
| MLS All-Stars                                                             | Spieler des Spiels: Marcos Llorente (Atlético Madrid)                                                     | | Atlético Madrid |
| 1. August 2019 um 01:30 Uhr (MESZ) in Orlando, Florida (Exploria Stadium) | | |                 |
| Ergebnis: 0:3 (0:1)                                                       | | |                 |

### 2020
Das MLS All-Star Game 2020 wurde aufgrund der COVID-19-Pandemie auf 2021 verschoben.

### 2021
Das MLS All-Star Game 2021 wurde am 25. August des Jahres vor 21.000 Zuschauern im Banc of California Stadium in Los Angeles ausgetragen. Die MLS All-Stars trafen auf die Auswahl der mexikanischen Liga MX namens Liga MX All-Stars. Die Partie stand nach 90 Minuten 1:1. Im Elfmeterschießen siegten die MLS All-Stars mit 3:2.

### 2022
Das MLS All-Star Game 2022 wurde am 10. August des Jahres im Allianz Field in Saint Paul ausgetragen. Die MLS All-Stars trafen wieder auf die Liga MX All-Stars.

### 2023
Das MLS All-Star Game 2023 wurde an das Audi Field in Washington, D.C. vergeben. Die Partie fand am 19. Juli des Jahres statt. Der Gegner der MLS All-Stars war der FC Arsenal. Die Londoner gewannen mit 5:0.